# Jaume Salvà Llull
Jaume Salvà Llull (Llucmajor, Mallorca, 19 d'abril de 1962) és un ciclista mallorquí que fou professional de 1984 a 1987.
Jaume Salvà s'inicià en el ciclisme en els equips Club Ciclista Llucmajor i Club Ciclista Montuïri i el 1980 fou campió de Balears de muntanya. Estigué vinculat a diversos equips com a amateur: al Club Ciclista de Porreres el 1981 i 1982, i al Grupo Deportivo Cajamadrid el 1983. El 1984 passà a professional amb el Grupo Deportivo Chocolates Hueso fins al 1985; i fitxà després pel Grupo Deportivo Teka el 1986 i pel Grupo Deportivo Dormilón el 1987. Participà en les voltes ciclistes d'Espanya el 1984, 1985 i 1987. El 1985 sofrí una espectacular caiguda en la quarta etapa que li impedí acabar la volta. Es retirà el 1988.

## Palmarès

### Resultats a la Volta a Espanya[2]
- 1984. 54è de la classificació general.
- 1985. Abandona (4a etapa)
- 1987. 54è de la classificació general.